# 舍人公園站
舍人公園站（日语：／ Toneri-kōen eki */?）是日本東京都足立區舍人公園境內的東京都交通局日暮里-舍人線鐵路車站。車站編號是NT 11。

## 車站結構
島式月台2面3線高架車站。車站的北側有一條通往地下的分支軌道，連接主線及車輛基地，此基地設置於舍人公園地下，約長530公尺、寬85公尺。
本站不實施收班後車輛站內停泊。
與其他車站有別的是：由於本站周邊沒有高樓大廈，故站體並未設置防窺牆。

### 月台配置
| 月台 | 路線          | 目的地             | 備註                        |
| ---- | ------------- | ------------------ | --------------------------- |
| 1    | 日暮里-舍人線 | 見沼代親水公園方向 |                             |
| 2    | 日暮里-舍人線 | 見沼代親水公園方向 | 與3號月台共用軌道、此站始發 |
| 3    | 日暮里-舍人線 | 日暮里方向         | 與2號月台共用軌道、此站始發 |
| 4    | 日暮里-舍人線 | 日暮里方向         |                             |

## 使用情況
2016年度的1日平均上下車人次為4,270人（上車人次 2,150人、下車人次 2,120人）。日暮里-舍人線的車站當中僅次於足立小台站排行尾2。
開業以來的1日平均上下、上車人次推移如下表。
| 年度               | 1日平均 上下車人次 | 1日平均 上車人次 | 來源    |
| ------------------ | ------------------ | ---------------- | ------- |
| 2008年（平成20年） | 3,717              | 1,769            | [ * 1 ] |
| 2009年（平成21年） | 3,323              | 1,673            | [ * 2 ] |
| 2010年（平成22年） | 3,581              | 1,791            | [ * 3 ] |
| 2011年（平成23年） | 3,584              | 1,792            | [ * 4 ] |
| 2012年（平成24年） | 3,514              | 1,766            | [ * 5 ] |
| 2013年（平成25年） | 3,672              | 1,848            | [ * 6 ] |
| 2014年（平成26年） | 3,890              | 1,945            | [ * 7 ] |
| 2015年（平成27年） | 4,140              | 2,081            | [ * 8 ] |
| 2016年（平成28年） | 4,270              | 2,150            |         |

## 相鄰車站
東京都交通局
 日暮里-舍人線
谷在家（NT 10）－舍人公園（NT 11）－舍人（NT 12）

## 外部連結
- 舍人公園站 （页面存档备份，存于） - 東京都交通局